# Slaget om Ryesgade
Slaget om Ryesgade ägde rum i Köpenhamn, Danmark i september 1986, då en grupp ungdomar ockuperade en byggnad på Ryesgade 58 och även barrikaderade gator intill huset. Ungdomarna höll fast vid barrikaderna i flera dagar, men gav upp efter förhandlingar.